# Столбовое дворянство

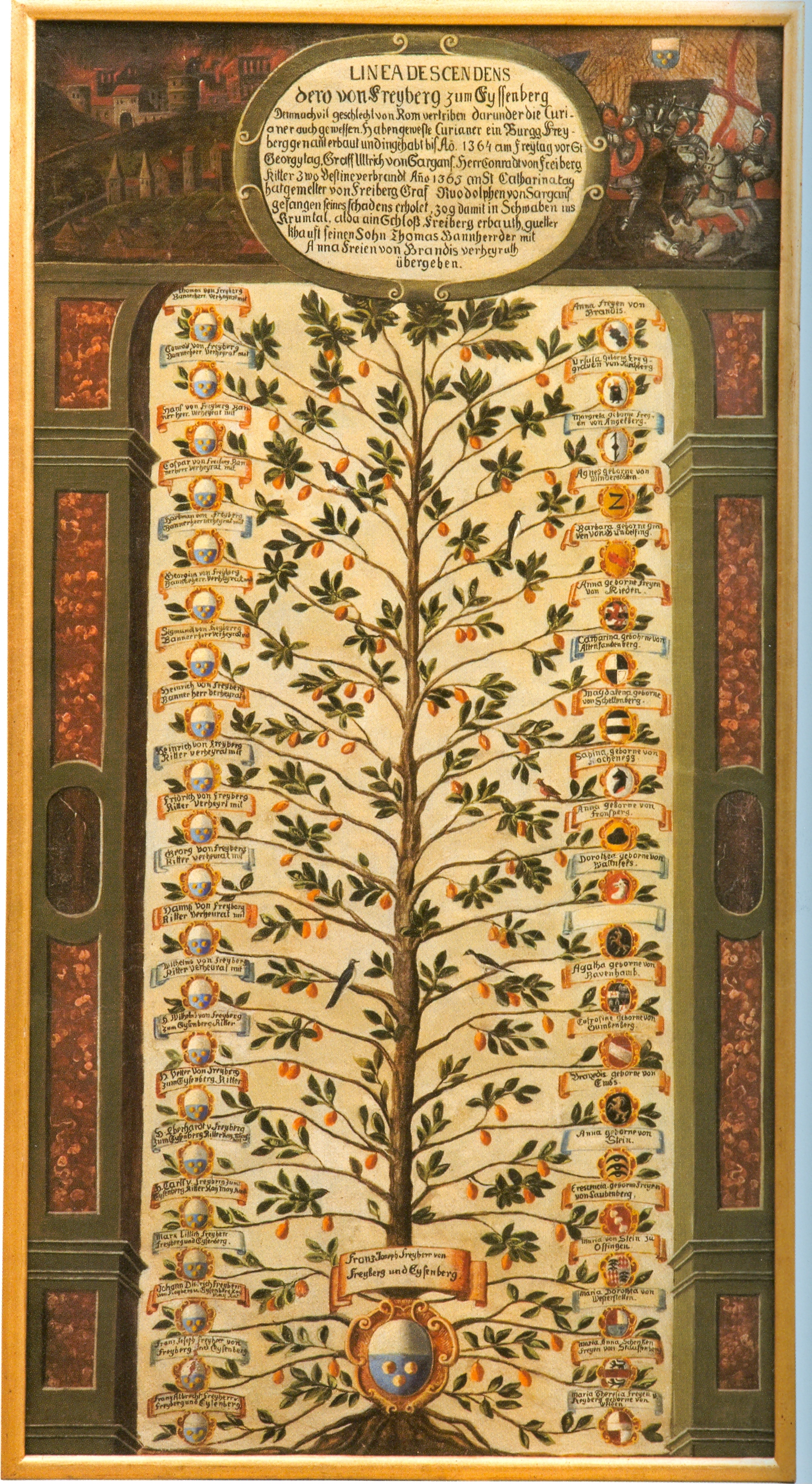
Родословное древо немецкого рода Фрайберг-Эйзенберг (Freyberg-Eisenberg) XVII век

Дре́внее (приро́дное) дворя́нство (нем. Uradel) — в ряде европейских стран роды, которые известны как дворянские со Средних веков. В Российской империи использовался аналогичный термин столбово́е дворя́нство, объединявший  дворянские роды, известные с допетровского времени. Древнее (природное) дворянство обычно противопоставляется жалованному, которое выслужило дворянское достоинство на службе монарху Нового времени.

## В России

### Происхождение термина
Основными документами ежегодной записи дворян, находившихся на службе в Русском царстве, были дворянские списки, которые в 1667—1719 годах велись по форме, повторявшей по назначению и структуре боярские списки-столбцы. Поскольку для действительно древних русских дворянских родов основным доказательством их древности являлось упоминание в этих столбцах, то такие дворяне и назывались — столбовыми. Таким образом, прилагательное «столбовой» может восходить к одному из следующих существительных:
- Столбцы — списки о жаловании представителям служилого сословия поместий, вотчин и грамот за время их службы, а также служб их предков.
- Формы хранения данных документов в столб (то есть вертикально), что позволяло сохранять и свободно извлекать необходимый документ.

### Правовой и социальный статус
Екатерина II дала древнему дворянству (VI-я часть дворянских родословных книг, которые велись по губерниям) такое общее определение: «Древние благородные не иные суть, как те роды, коих доказательства дворянского достоинства за сто лет и выше восходят, благородное же их начало покрыто неизвестностью». Впоследствии законодательно была сформулирована крайняя дата причисления к древнему дворянству: «Сроком исчисления столетия, присвояющим право на внесение дворянских родов в шестую часть родословной книги, принимается время издания дворянской грамоты, 21 апреля 1785 г.». Таким образом, для внесения в VI часть «Древние благородные дворянские роды» дворянской родословной книги представителям рода необходимо было представить установленные законом доказательства наличия дворянского достоинства (до 21 апреля 1685).
Столбовые дворяне Российской империи не имели никаких привилегий перед представителями новых дворянских родов (которые появились в результате пожалования личного или потомственного дворянства за особые заслуги, за выслугу лет, по чину, по ордену). Поэтому древность рода служила исключительно предметом гордости его представителей, тогда как знатность пожалованного дворянства можно было поднять только титулами и званиями, а также орденами, крупными землевладениями. Е. П. Карнович писал:
На Руси, как это, впрочем, было и во всей Западной Европе, древность дворянского рода считалась, да и ныне считается, выше нового почетного титула. Это проистекает из той мысли, что титул может получить каждый простолюдин, тогда как дать благородных предков лицу, не имеющему их по рождению, не в состоянии никакая власть, как бы могущественна она ни была.

### Споры об определении
Так как понятие «столбовое дворянство» нигде не было оформлено юридически, в историографии нет единого мнения по вопросу, каким историческим периодом можно обозначить окончание складывания этого слоя дворянства, то есть до какой условной или реальной даты должен быть известен дворянский род или его родоначальник, чтобы считаться столбовым. Различные варианты подобных условных хронологических ограничений включают в себя:
- К столбовым можно отнести только те семейства, предки которых известны в крупнейших допетровских общероссийских родословных сводах, таких как Государев родословец и (или) Бархатная книга. Эта позиция давно подвергается критике, поскольку она учитывает только роды, находившиеся на государевой службе, и оставляет за скобками по меньшей мере около сотни древних фамилий дворян и детей боярских, служивших в XVI—XVII веках при патриаршем дворе и архиерейских домах и не отражённых ни в родословце, ни в Бархатной книге.
- К столбовому дворянству можно относить все дворянские роды допетровского времени. Правда, в этом случае не вполне ясно, какой именно момент петровского правления можно признать рубежной датой. Вероятно, следует ориентироваться на 1722 год, когда появилась Табель о рангах, поскольку именно с этого момента начинает появляться новое, выслуженное дворянство.
- П. В. Долгоруков и М. Т. Яблочков относили к древним все дворянские роды, известные до начала XVII века (что, впрочем, не соответствовало законодательству Российской империи, о чём см. выше).[6]
- Л. М. Савёлов резко критиковал официальный выбор 1685 года в качестве границы (поскольку в этом году не произошло решительно ничего значимого для дворянства) и считал разумной границей издание Указа о единонаследии 23 марта 1714 года, поскольку до этого момента к дворянству относились исключительно семьи, имевшие поместья и вотчины (эти понятия и были объединены в 1714), тогда как после 1714 (а ещё точнее — 1722, см. выше) дворянство было исключительно либо пожалованным, либо выслуженным.

Таким образом, термин «столбовое дворянство» не вполне чёток, и разные авторы используют его по-разному. При этом подавляющее большинство дворянских родов, внесённых в VI часть родословных книг (то есть которые возникли до 1685, согласно определению закона о дворянстве Екатерины II), являются столбовыми в любом случае. В общем, соответствие между этим термином и фактом включения в VI часть родословных книг остается дискуссионным. Кроме того, подобный способ определения исключает старинную титулованную знать (включавшуюся в V, а не VI часть родословной книги) из числа столбовых дворян без достаточных на то оснований.

### Численность
В первой части «Российской родословной книги» помещён список древних дворянских родов, служивших московским великим князьям и царям до 1600 года и относившихся, по представлениям её составителя, к столбовому дворянству. В этот список включено 862 дворянских рода. Полвека спустя М. Т. Яблочков насчитал в России 1063 рода столбового дворянства, потомки которых были внесены в V и VI части дворянских родословных книг.
С течением времени количество столбовых родов, будучи по определению ограничено, неуклонно сокращалось по мере того, как тот или иной род пресекался при отсутствии наследников мужского пола. Сокращение фиксируется как в относительных числах (процентное соотношение столбовых относительно растущего общего числа дворянских родов в России), так и в абсолютных (по общему числу таких родов).

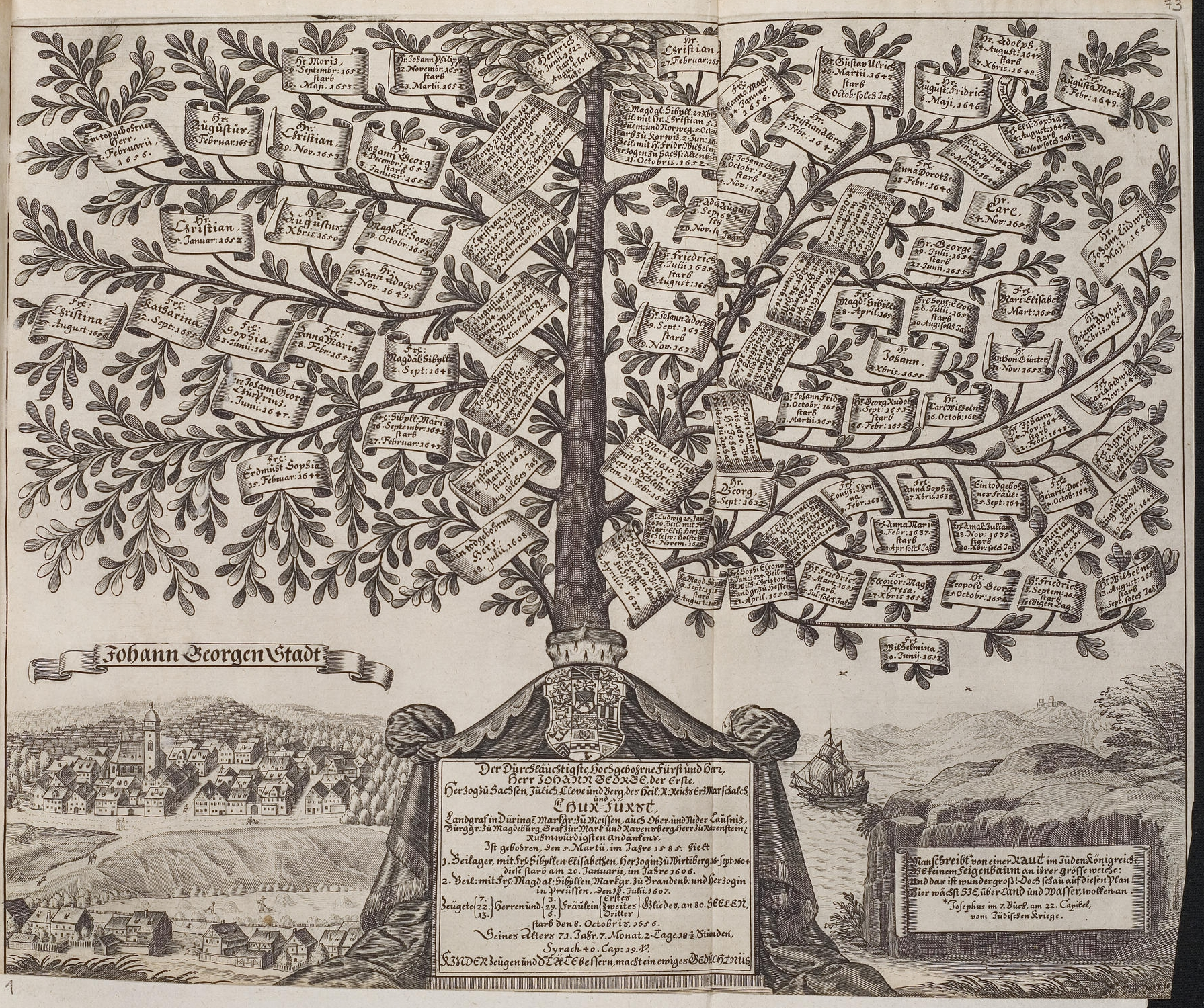
Родословное древо одного из владетельных родов Вестфалии (1654)

## В Священной Римской империи
В Священной Римской империи с конца XVIII века использовался термин «прадворянство» (нем. Uradel, [uʁˈaːdl̩], прилагательное нем. uradelig или нем. uradlig; австрийский вариант — нем. alter Adel), которым обозначались благородные роды, чей дворянский титул можно проследить с XIV века или ранее. В Германии, Австрии, скандинавских странах древнее дворянство обычно противопоставляется жалованному дворянству (нем. Briefadel), выслужившему свой титул начиная с XV века.
В Центральной Европе практика жалования дворянского достоинства восходит к правлению Карла IV (1346—1378), который, в свою очередь, ориентировался на практику французского королевского двора. В связи с этим в начале XX века предлагалось считать древними только роды, признававшиеся рыцарскими (дворянскими) ещё до издания Карлом первой жалованной грамоты в 1360 году.
Подобно российскому, всё немецкое дворянство (как древнее, так и жалованное) подразделялось на нетитулованное (Adlig) и титулованное. К последнему относились бароны (нем. Freiherrlich), графы (нем. Gräflich) и князья/герцоги (нем. Fürstlich).

## В культуре
- В сказке Александра Пушкина «Сказка о рыбаке и рыбке» старуха, устав от жизни в статусе крестьянки (пускай и с добротным домом и целым корытом), приказывает старику «поклониться рыбке» и загадать, чтобы старуха стала столбовой дворянкой. После этого старик-рыбак вынужден служить на старухиной конюшне. Но и дворянская жизнь наскучивает старухе, и она посылает старика к рыбке, чтобы она сделала её «вольной царицей».